# Панин, Михаил Никитич
Михаил Никитич Панин (4 июня 1877, с. Протасов, Калужская губерния — 20 декабря 1963, Москва) — русский советский живописец, заслуженный деятель искусств УССР (1951), педагог. Член Союза художников СССР. Основатель художественной школы в Екатеринославе (ныне Днепр).

## Биография
Из крестьян. В 1902 году поступил вольнослушателем в Высшее художественное училище при Академии художеств в Санкт-Петербурге; начал обучение в мастерской Ильи Репина, после его отставки в 1905 году — студент Франца Рубо и Василия Савинского. За картину «Тайный выезд Ивана Грозного перед опричниной» получил звание художника (картина долгое время находилась в постоянной экспозиции Днепропетровского художественного музея, и до недавно считалось, что в годы Великой Отечественной войны она была уничтожена оккупантами, пока полотно не нашли в частном доме в штате Коннектикут. Недавно США вернули картину Украине. Её можно увидеть на выставке «Спецгруз! Истории возвращения украинских культурных ценностей».
В 1908 году Панин, ещё будучи учеником Академии, принял участие в росписи храма при Императорской Российской миссии в Бухаресте, его помощь была столь существенной, что Совет Академии позволил ему пропустить полугодие занятий. В 1911 году он с отличием окончил Академию и был отправлен в пенсионерскую поездку. Маршрут был типичным для молодых художников того времени: Австрия, Италия, Франция. Работы художника того периода не сохранились, но известно, что несмотря на бурное развитие в начале XX века различных авангардистский течений в живописи, Михаил Панин остался верен реализму. С 1916 года художник принимал участие в различных выставках.
Весной 1916 года его работы: «Курган», «После дождя», «Портрет жены», «Рассвет» экспонировались на Академической выставке
Во время Октябрьской революции жил в Петрограде, но был далёк от политики и не принимал активного участия в революционных событиях.
Разруха, царившая в стране, заставила его браться за любую оформительскую работу, чтобы заработать на хлеб насущный, в 1920-е годы он написал несколько панно для военного музея и Путиловского завода.
Талантливый педагог. В 1925 году переехал в Днепропетровск и организовал там художественный рабфак, впоследствии преобразованный в художественно-педагогический техникум. Панин стал его первым директором. В 1935 году техникум был переименован в Днепропетровское государственное художественное училище (ныне Днепропетровский государственный театрально-художественный колледж).
До 1958 года преподавал в Днепропетровском художественном училище и в любительских студиях, вырастил много талантливых художников.
Работал в области станковой живописи. Автор картин на историческую и историко-революционную тематику, в том числе:
- 1911 — «Тайный выезд Ивана Грозного перед опричниной»,
- 1927 — «Штурм почты»,
- 1928 — «Расстрел рабочих Брянского завода»,
- 1929 — «Захват броневика у гайдамаков»,
  - портреты — 1947 — И. Репина (1947), П. Чистякова, «Портрет женщины» и «Автопортрет» (1954), портреты своих друзей, коллег и близких ему людей. К сожалению, практически все работы мастера впоследствии были утрачены.

Ныне произведения М. Н. Панина хранятся в Днепропетровском художественном музее, Музее украинской живописи (Днепр), частных коллекциях.
Умер в 1963 году. Похоронен на Ваганьковском кладбище (14 уч.).